# Liste der Kulturgüter in Rüthi
Die Liste der Kulturgüter in Rüthi enthält alle Objekte in der Gemeinde Rüthi im Kanton St. Gallen, die gemäss der Haager Konvention zum Schutz von Kulturgut bei bewaffneten Konflikten, dem Bundesgesetz vom 20. Juni 2014 über den Schutz der Kulturgüter bei bewaffneten Konflikten sowie der Verordnung vom 29. Oktober 2014 über den Schutz der Kulturgüter bei bewaffneten Konflikten unter Schutz stehen.
Objekte der Kategorie A sind im Gemeindegebiet nicht ausgewiesen, Objekte der Kategorie B sind vollständig in der Liste enthalten, Objekte der Kategorie C fehlen zurzeit (Stand: 1. Januar 2023).

## Kulturgüter
| Foto |                                                                                                  | Objekt                                                               | Kat. | Typ | Standort                                    | Beschreibung |
| ---- | ------------------------------------------------------------------------------------------------ | -------------------------------------------------------------------- | ---- | --- | ------------------------------------------- | ------------ |
| ja   | Datei hochladen · Wikidata zu Hirschensprung, paläolithischer-bronzezeitlicher Abri (Q135881693) | Hirschensprung, paläolithischer-bronzezeitlicher Abri KGS-Nr.: 00884 | B    | F   | 759475 / 241401                             |              |
| ja   | Datei hochladen · Wikidata zu Katholische Kirche St. Valentin mit Pfarrhaus (Q29786785)          | Katholische Kirche St. Valentin mit Pfarrhaus KGS-Nr.: 08269         | B    | G   | Valentinsbergstrasse 4.1, 4 758850 / 239454 |              |
| ja   | Datei hochladen · Wikidata zu Villa auf der Au (Q135866599)                                      | Villa auf der Au KGS-Nr.: 16704                                      | B    | G   | Kanalstrasse 27 758864 / 239904             |              |